# Zale corvus
Zale corvus är en fjärilsart som beskrevs av William Schaus 1901. Zale corvus ingår i släktet Zale och familjen nattflyn. Inga underarter finns listade i Catalogue of Life.